# Yoghurt met banaan
Yoghurt met banaan is het eerste solo-album dat Harrie Jekkers maakte na het uiteenvallen van de Nederlandstalige band Het Klein Orkest. Het album verscheen in 1988 en was verkrijgbaar op lp en cd. 

## Geschiedenis
Jekkers maakte het album in opdracht van de Voedingsbond FNV en werkte daarvoor samen met Klein Orkest-collega Léon Smit en vaste tekstschrijver Koos Meinderts. Een van de nummers op dit album, allen over het thema werk, is Koos Werkeloos II; dit is het vervolg op de single Koos Werkeloos waar Het Klein Orkest in 1983 een hit mee scoorde. Koos Werkeloos is ook te horen op latere versies van het Klein Orkest-album Het leed versierd.

## Musici
- Harrie Jekkers (zang)
- Léon Smit (toetsen)

## Tracks
| Nr. | Titel                                                   | Duur |                                                                 |
| --- | ------------------------------------------------------- | ---- | --------------------------------------------------------------- |
| 1.  | De hampolka                                             | 3:48 | Tekst: Harrie Jekkers / Muziek: Léon Smit                       |
| 2.  | 't Hek                                                  | 2:38 | Tekst: Harrie Jekkers & Koos Meinderts / Muziek: Léon Smit      |
| 3.  | Hoge hakken, echte koffie                               | 3:18 | Tekst: Harrie Jekkers & Koos Meinderts / Muziek: Léon Smit      |
| 4.  | Ik droomde vannacht                                     | 1:59 | Tekst: Harrie Jekkers & Koos Meinderts / Muziek: Harrie Jekkers |
| 5.  | Koos Werkeloos II                                       | 3:11 | Tekst: Harrie Jekkers & Koos Meinderts / Muziek: Léon Smit      |
| 6.  | Dikkie                                                  | 4:14 | Tekst: Harrie Jekkers & Koos Meinderts / Muziek: Léon Smit      |
| 7.  | Een Turk in Haarlem                                     | 3:27 | Tekst: Harrie Jekkers & Koos Meinderts / Muziek: Léon Smit      |
| 8.  | De baksteen                                             | 3:38 | Tekst: Koos Meinderts / Muziek: Léon Smit                       |
| 9.  | Brief van een Haagse bijstandsmoeder aan Hare Majesteit | 3:23 | Tekst: Harrie Jekkers & Koos Meinderts / Muziek: Léon Smit      |
| 10. | Laatste dag                                             | 2:58 | Tekst: Harrie Jekkers & Koos Meinderts / Muziek: Léon Smit      |
| 11. | Maandagmorgen                                           | 2:56 | Tekst: Harrie Jekkers & Koos Meinderts / Muziek: Léon Smit      |
| 12. | Yoghurt met banaan                                      | 2:44 | Tekst: Harrie Jekkers & Koos Meinderts / Muziek: Léon Smit      |

## Single en live-uitvoeringen
Het lied  't Hek verscheen ook op single; samen met de albumnummers Dikkie en Brief van een Haagse bijstandsmoeder aan Hare Majesteit werd het ook gezongen in het theaterprogramma Twee maal drie kwartier waarmee Harrie Jekkers samen met Léon Smit en Chris Prins van 1988 tot 1990 langs de theaters ging.